# Krasová
Krasová (do roku 1946 Rogendorf) je obec v okrese Blansko v Jihomoravském kraji. Žije zde 484 obyvatel.

## Historie
Obec Roggendorf (později psanou Rojendorf a Rogendorf) založil roku 1717 (což je tedy také rokem první písemné zmínky o obci) majitel rájeckého panství Karel Ludvík, hrabě z Rogendorfu a Molenburku (1682–1744).
K roku 1846 je zaznamenána podoba názvu Rogendorf.
Za druhé světové války byla vesnice násilně vystěhována. V roce 1946 byla přejmenována na svůj současný název podle polohy, nachází se totiž v Moravském krasu.

## Obyvatelstvo
| Rok            | 1869 | 1880 | 1890 | 1900 | 1910 | 1921 | 1930 | 1950 | 1961 | 1970 | 1980 | 1991 | 2001 | 2011 | 2021 |
| -------------- | ---- | ---- | ---- | ---- | ---- | ---- | ---- | ---- | ---- | ---- | ---- | ---- | ---- | ---- | ---- |
| Počet obyvatel | 290  | 322  | 339  | 342  | 323  | 328  | 305  | 290  | 325  | 329  | 293  | 257  | 248  | 291  | 457  |
| Počet domů     | 38   | 38   | 42   | 44   | 47   | 48   | 51   | 72   | 75   | 80   | 74   | 86   | 88   | 103  | 160  |

## Obecní správa

### Obecní symboly
Znak a vlajka byly obci uděleny rozhodnutím předsedy Poslanecké sněmovny Parlamentu České republiky dne 17. dubna 2009.

## Galerie

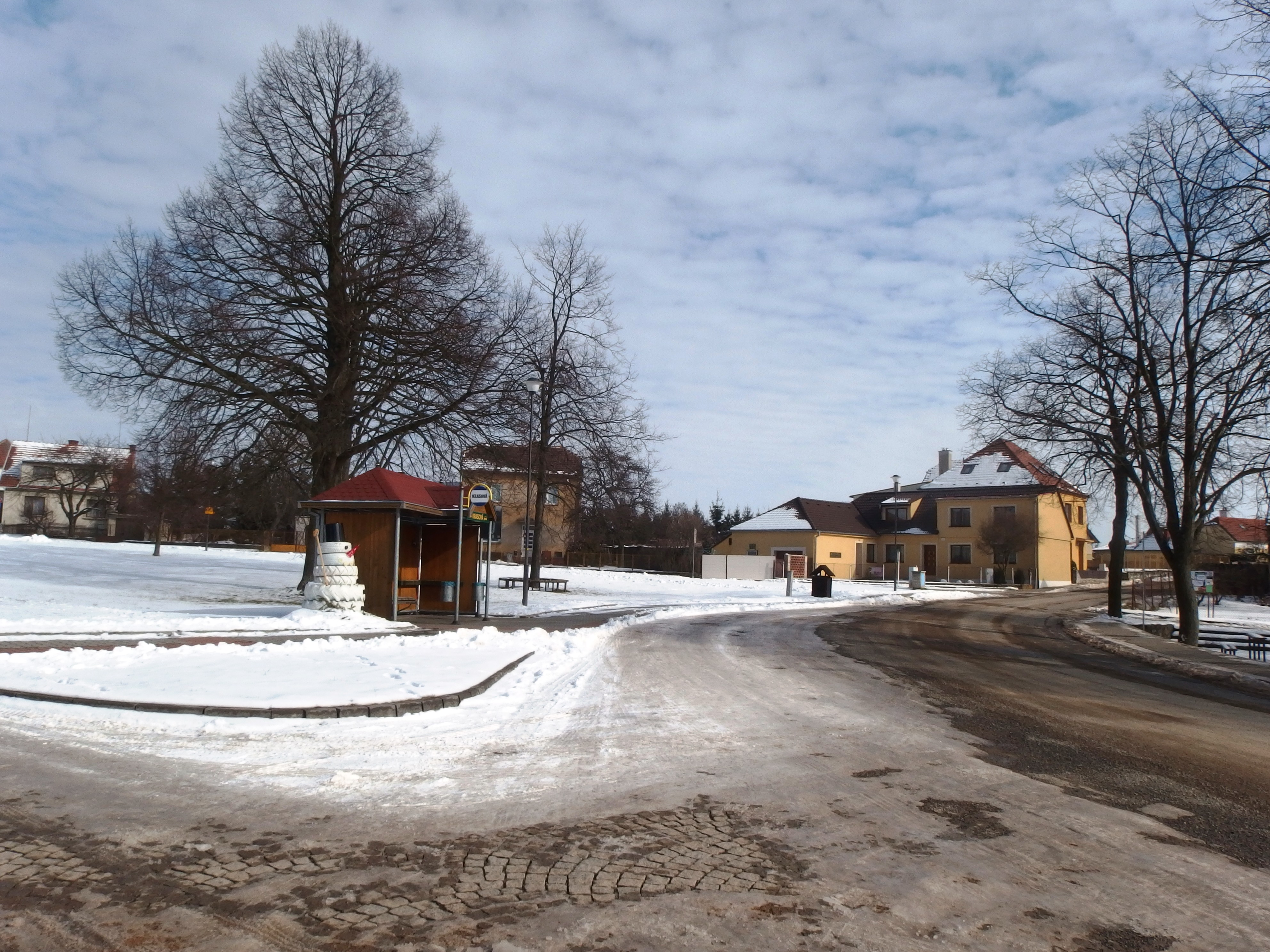
Horní část návsi
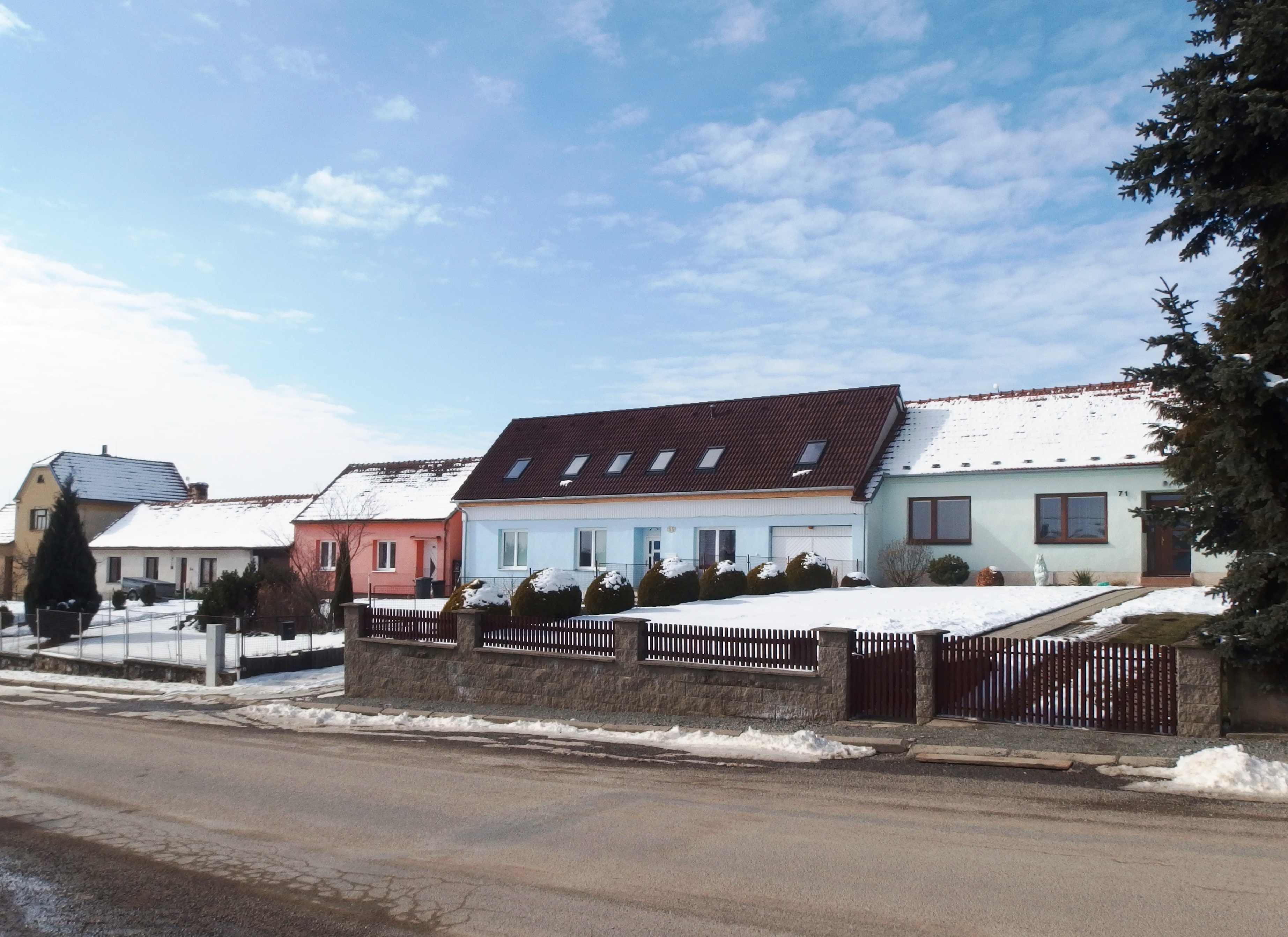
Dolní část návsi
Bývalá škola
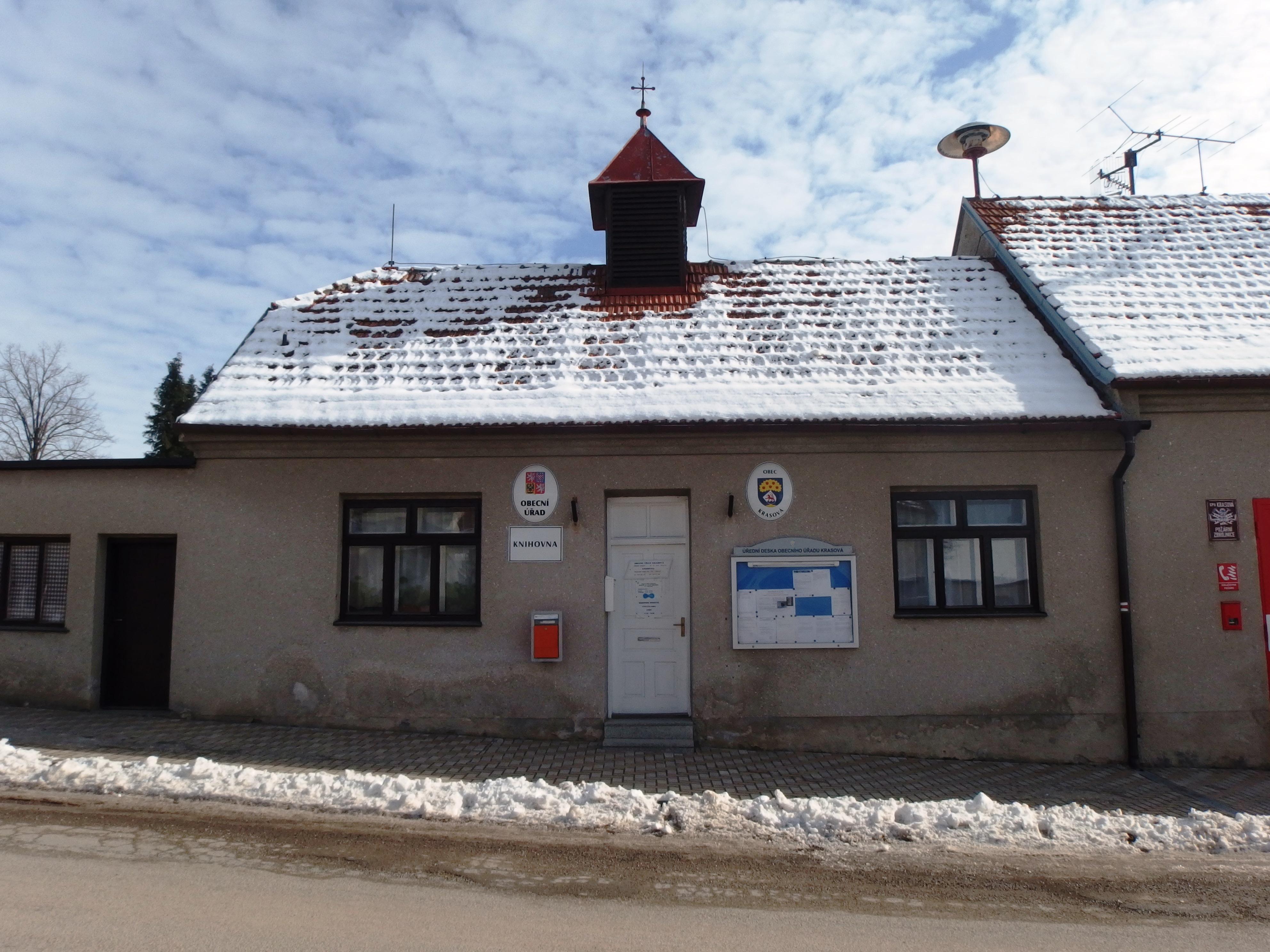
Obecní úřad